# Donald Bradley Duncan
Donald Bradley Duncan (ur. 1 września 1896, zm. 8 września 1975 w Pensacoli) – amerykański wojskowy, admirał United States Navy, lotnik morski, w czasie II wojny światowej dowódca lotniskowców i członek sztabu Floty Pacyfiku.

## Życiorys
Donald B. Duncan pochodził ze stanu Michigan. Akademię Marynarki Wojennej ukończył w 1917 roku. Po odbyciu kursów pilotażu uzyskał specjalizację pilota morskiego. Do wybuchu II wojny światowej pełnił szereg funkcji na morzu i w sztabach, ukończył również studia podyplomowe w Akademii Marynarki oraz studia inżynierskie na Harvard University.
W 1941 roku objął dowództwo "Long Island", wprowadzanego do służby pierwszego lotniskowca eskortowego US Navy. Rok później został pierwszym dowódcą lotniskowca uderzeniowego "Essex". Uczestniczył w planowaniu rajdu Doolittle'a, brał udział w atakach na Wake i Marcus. W późniejszym okresie wojny był członkiem sztabu i zastępcą dowódcy Floty Pacyfiku, w stopniu wiceadmirała (Vice Admiral). We wrześniu 1944 roku uczestniczył w amerykańsko-kanadyjsko-brytyjskiej konferencji "Octagon".
Po zakończeniu działań wojennych obejmował szereg stanowisk sztabowych, między innymi w biurze Szefa Operacji Morskich (jako wiceszef w latach 1951–1956), dowodził również Second Task Fleet, operującą w rejonie Bliskiego Wschodu i Zatoki Perskiej. Przeszedł w stan spoczynku w stopniu pełnego admirała (Admiral) w 1957 roku. Osiadł w Pensacoli na Florydzie, gdzie zmarł w 1975 roku. Był odznaczony między innymi Legion of Merit. Na jego cześć została nazwana fregata rakietowa "Duncan", należąca do typu Oliver Hazard Perry.